# Балинский, Иван Михайлович
Ива́н Миха́йлович Бали́нский (пол. Jan Władysław Konstanty Baliński; 6 (18) февраля 1824, Яшуны — 11 (24) марта 1902, Санкт-Петербург) — российский психиатр, действительный статский советник, профессор Императорской медико-хирургической академии (1860—1876).
Один из основоположников психиатрии в России, основатель петербургской школы психиатров. С 1869 года по инициативе И. М. Балинского начато осуществление устройства окружных психиатрических лечебниц в ряде городов. В последующие 25 лет был обязательным консультантом различных ведомств по строительству психиатрических учреждений.

## Биография
Родился в семье историка и публициста Михала Балинского и Софии Балинской (Снядецкой) в родовом имении Яшуны (пол. Jaszuny, лит. Jašiūnai) Виленской губернии. С первой наградой окончил курс Варшавской классической гимназии. В 1842 году поступил вольнослушателем (своекоштным студентом) и в 1846 году на год раньше (сдал экзамены сразу за 1 и 2 курсы) окончил курс в Императорской медико-хирургической академии с золотой медалью и занесением его имени на мраморную доску. После окончания Академии уехал на 4 года в родовое имение в Яшунах. В 1850 году вернулся в Петербург, где поступил на военно-медицинскую службу младшим ординатором в Ораниенбаумский военный госпиталь. Здесь одновременно с ним служил врачом при госпитале Борис Петрович Делоне, на сестре которого, Елизавете Петровне, Иван Михайлович впоследствии женился. И. М. Балинский посвятил себя изучению психиатрии, преподавание которой как в Академии, так и в российских университетах велось на крайне низком уровне.
В 1855 году защитил диссертацию на степень доктора медицины «Conspectus historicus in febris doctrinam» («К истории учения о лихорадке»).
В 1856 году был назначен адъюнкт-профессором при кафедре профессора Иосифа Игнатьевича Мяновского, где в течение двух семестров читал курс детских болезней студентам 4 курса Академии.
С сентября 1857 года в Медико-хирургической академии начал впервые в России преподавать психиатрию как самостоятельную дисциплину студентам 3 и 5 курсов.
В мае 1858 года конференцией Академии было принято решение литографировать написанные И. М. Балинским лекции по психиатрии в количестве 86 экземпляров. В течение нескольких десятков лет они были основным учебником психиатрии в Медико-хирургической академии.
В 1858 году И. М. Балинский разработал проект преобразования для клинических целей психиатрического отделения при 2-м Военно-сухопутном госпитале. 13 июня 1859 года состоялось торжественное открытие этого отделения. За разработку проекта, а также «за успешное содействие к приведению этого проекта в исполнение» И. М. Балинский был награждён орденом Св. Анны 3-й степени.
В июле 1859 года был направлен в командировку за границу. В то время в Европе не было кафедральных психиатрических клиник. Всего за 4 месяца И. М. Балинский посетил более 40 больниц для душевнобольных в Германии, Голландии, Бельгии, Англии и Франции, ознакомившись «с их устройством в административном и врачебном отношении, с законами и положениями о помешанных».

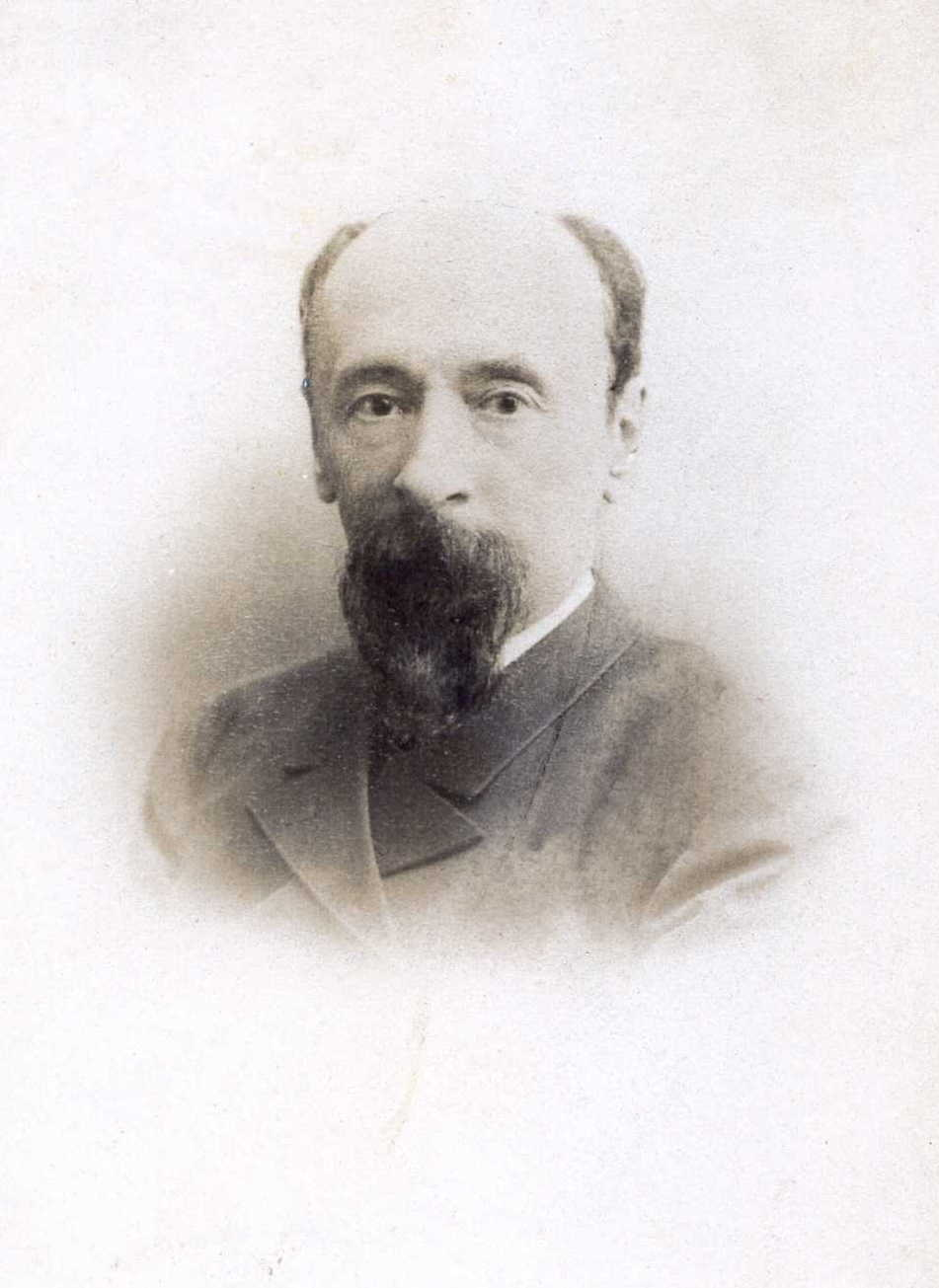
И. М. Балинский

28 июня 1860 года император Александр II утвердил положение Военного совета об открытии в Императорской медико-хирургической академии 5 новых кафедр и в том числе кафедры «учения о нервных болезнях и болезнях, сопряженных с расстройством умственных способностей». Конференцией Академии надворный советник И. М. Балинский был назначен ординарным профессором этой кафедры.
В марте 1863 года и в мае 1865 года И. М. Балинский вместе с инженер-полковником Мровинским был командирован за границу «для осмотра и изучения в строительном отношении» лучших клиник для душевнобольных.
19 ноября 1867 года состоялось торжественное открытие новой клиники душевных болезней, и вскоре психиатрия была сделана обязательным предметом медицинского курса.
С 1869 года по инициативе И. М. Балинского и при его участии Министерство внутренних дел стало воплощать составленный им план устройства окружных лечебниц для душевнобольных в университетских городах. Благодаря его советам и указаниям стали создаваться и земские учреждения этого рода. После учреждения женских врачебных курсов И. М. Балинский читал на них лекции по психиатрии.
И. М. Балинский разработал план устройства Харьковской окружной лечебницы, редактировал проекты больниц для Казани (действует с 1869 года), Твери, Владимира, Новгорода, Одессы и Киева. Неоднократно выступал в качестве судебного эксперта в окружном суде и судебной палате по уголовным и гражданским делам. И. М. Балинский был человеком широкого общего образования, с разнообразными научными интересами, он внимательно следил за успехами психиатрии на Западе.
В 1861 году И. М. Балинский основал «Общество с.-петербургских врачей для помешанных», которое, однако, почти прекратило деятельность через несколько лет (в 1864 году) и возродилось к новой интенсивной жизни лишь в 1879 году, под новым наименованием «Петербургского общества психиатров» после открытия на Васильевском острове женского отделения частной лечебницы А. Я. Фрея. Балинский от должности Председателя общества отказался (был выбран И. П. Мержеевский) и стал его почетным членом.
В 1876 году И. М. Балинский по собственному желанию и по выслуге 25 лет вышел из состава профессоров Академии. Будучи назначен совещательным членом Военно-Медицинского Ученого Комитета, он оставался в то же время членом Медицинского Совета и Председателем основанного им Попечительного Комитета Елизаветинской Детской Больницы. В течение 1876—77 учебного года продолжал читать лекции по психиатрии на женских курсах при Николаевском военном госпитале.
Умер 11 марта 1902 года в доме своих детей на Кирочной улице. Похоронен на семейном кладбище в Яшунах. На надгробной плите высечена сочиненная им самим эпитафия «Johannes Balinski Michaeli et Sophiae filius Mente insanorum amicus et servus» («Иван Балинский сын Михаила и Софии, друг и слуга душевнобольных»).

## Научный вклад
И. М. Балинский впервые описал и обосновал психопатию в качестве особой клинической формы. Запойное пьянство (дипсоманию) рассматривал вне рамок заболевания алкогольной этиологии. Описал ранние симптомы прогрессивного паралича. Ему принадлежит приоритет в отношении фундаментального в диагностике прогрессивного паралича отсутствия реакции зрачков на свет (синдром Аргайла Робертсона), а также ставшие повседневными в психиатрической практике термины «приобретённое расположение», «навязчивые идеи» и «кристаллизация бреда». И. М. Балинским дана убедительная критика учения о частичном помешательстве, он утверждал, что мономании — это отдельный симптом, а не самостоятельная болезнь, оценил патогенное значение астенизирующих факторов, закрытой травмы головного мозга.

## Сочинения
- И. М. Балинский. Лекции по психиатрии. — Л.: Медгиз, 1958. — 214 с.

## Семья
Супруга — Елизавета Петровна Делоне (ум. 2 мая 1873), дочь Петра Карловича Делоне (Pierre Charles Delaunay, врач в наполеоновской армии, попавший в плен во время войны 1812 года и принявший российское подданство и православие) и Елизаветы Николаевны, дочери тульского губернатора Н. С. Тухачевского. Их дети:
- Михаил Иванович (1 (13) июня 1859 — 12 (25) июля 1916). В 1876 году окончил Императорское коммерческое училище в Санкт-Петербурге, затем Медико-хирургическую академию. Старший врач Русского Акционерного Общества Артиллерийских Заводов. Действительный статский советник.
- София Ивановна (27 августа (8 сентября) 1860 — ?).
- Иван Иванович (27 августа (8 сентября) 1860 — 1891). В 1879 году окончил Императорское Коммерческое училище в Санкт-Петербурге.
- Петр Иванович (20 мая (1 июня) 1861 — 19 апреля 1925, Париж). Автор первых проектов метрополитена в Санкт-Петербурге (1893 г.) и Москве (1900 г.). Действительный статский советник, гражданский инженер, архитектор.
- Антонин Иванович (10 (22) мая 1862 — 20 сентября (3 октября) 1913). Ученик Академии Художеств (1883—1891). В 1888 г. получил 2 серебряную медаль и окончил курс наук; в 1890 г. — 1 серебряную медаль; 28 октября 1891 г. — звание классного художника 2 степени. Архитектор СПб. родовспомогательного заведения. Автор следующих построек в Санкт-Петербурге: Церковь Божией Матери «Всех Скорбящих Радости» Большеохтинского отделения Всероссийского Александро-Невского братства трезвости, 1896; Церковь Божией Матери «Всех Скорбящих Радости» при Обуховской больнице Императрицы Екатерины II, 1896; Деревянная церковь Св. Прп. Сергия Радонежского в Райвола, 1903; Доходный дом А. И. Балинского, Б. Монетная ул., 22. 1908; Церковь детского приюта Братства во имя Царицы Небесной. Ул. Воскова, 1. 1913—1915. Окончена архитектором А. А. Яковлевым.
- Елизавета Ивановна (20 мая (1 июня) 1863 — ?).
- Андрей Иванович (30 мая (11 июня) 1865 — ?). Служил в Министерстве юстиции, затем в Управлении по сооружению железных дорог. Статский советник.
- Иосиф Иванович (16 (28) ноября 1866 — 1885).
- Игнатий Иванович (18 (30) декабря 1867 — 13 декабря 1920). Выдержал экзамен за курс кадетского корпуса при 1-м кадетском корпусе. В службу вступил 07.09.1888. Окончил 2-е военное Константиновское училище. Выпущен подпоручиком (10.08.1889) в 6-й стрелковый полк. Переведен в л-гв. Московский полк чином подпоручика гв. (10.08.1890). Поручик (10.08.1894). Штабс-Капитан (06.05.1900). Капитан (10.08.1902). Помощник ст. адъютанта штаба войск Гвардии и СПб ВО (5 м. 12 д.). Подполковник (16.11.1906). Ст. адъютант штаба войск Гвардии и СПб ВО (1 г. 11 м. 18 д.). Полковник (пр. 1908; ст. 06.12.1908; за отличие). Управляющий конторой Двора Его Выс-ва В.Кн. Николая Николаевича (с 06.12.1908). На 01.08.1916 в том же чине и должности. Генерал-майор (пр. 06.12.1916; ст. 06.12.1916; за отличие). Уволен от службы за болезнью 24.09.1917. В 1918—1920 проживал в Мисхоре в Крыму. После эвакуации Русской армии генерала П. Н. Врангеля из Крыма и занятия полуострова частями РККА, арестован органами ЧК в Ялте и расстрелян вместе с сыном Николаем. В расстрельных списках ЧК в Ялте Игнатий Иванович Балинский числится с чином полковника, хотя был произведен в генерал-майоры. Награды: Св. Анны 3-й степени (1901); Св. Станислава 2-й ст. (1904); Св. Владимира 3-й ст. (1910)[6].
- Константин Иванович (05 (17) июля 1869 — ?).
- Георгий Иванович (9 (21) апреля 1871 — ?). Учился в Спб. Лесном институте. Прапорщик запаса.